# Vespero
Vespero ist eine 2003 gegründete Space-Rock-Band aus der russischen Stadt Astrachan.

## Geschichte
In den ersten vier Jahren nach der Gründung nahm die Band insgesamt vier Tonträger in Eigenregie auf, das offizielle Labeldebüt erfolgte 2007. 
Seitdem wurden die meisten Alben veröffentlicht über R.A.I.G. („Russian Association of Independent Genres“), ein seit 2002 aktives Independent-Label mit Sitz in Moskau, sowie dessen Sublabel Accessory Takes, das u. a. auf vergriffene oder Live-Aufnahmen spezialisiert ist. Einzelne Tonträger erschienen zudem bei Golden Pavilion Records (Portugal), Trail Records (USA), Transubstans Records (Schweden) und Tonzonen Records (Deutschland).

## Stil
Genretypisch wechseln sich bei dem Space Rock der Band Synthesizer und Gitarre ab und die Band versucht, durch den „Schwebezustand“ ihrer Sounds „hypnotische Trancezustände zu kreieren“. Das über Tonzonen Records veröffentlichte „Shum-Shir“, ein instrumentales Konzeptalbum, ist „schwer psychedelischer Krautrock-Sound samt jeder Menge Space-Rock und progressiven Electronics“. Zum Einsatz kommen auch Violine und Flöte.

## Diskografie

### Alben
- 2007: Rito (R.A.I.G.)
- 2009: Surpassing All Kings (R.A.I.G.)
- 2010: By the Waters of Tomorrow (R.A.I.G.)
- 2012: The Split Thing (Split mit Zone Six, Transubstans Records)
- 2012: Subkraut: U-Boats Willkommen Hier (R.A.I.G.)
- 2013: Droga (R.A.I.G.)
- 2015: Fitful Slumber Until 5 A.M. (R.A.I.G.)
- 2016: Lique Mekwas (R.A.I.G.)
- 2017: Shum-Shir (Tonzonen Records)
- 2018: Carta Marina (mit Ángel Ontalva)
- 2018: Hollow Moon (Tonzonen Records)
- 2020: SADA (mit Ángel Ontalva)
- 2020: The Four Zoas
- 2021: Songo
- 2023: De ludo globi

### Sonstige
- 2008: Foam (Livealbum, Trail Records)
- 2008: Liventure #19 (Livealbum, Accessory Takes)
- 2009: Trip Wave: A Retrospective Collection Of Russian Psychedelic Progressive Music (Kompilation, Song: Inna Burst Into Tears, Trail Records)
- 2010: Liventure 21 (Livealbum, Golden Pavilion Records)
- 2011: Liventures 2008-2010  (Video, R.A.I.G.)
- 2013: Careful With That Axe, Eugene (EP, Fruits de Mer Records)
- 2014: Cello Liventures (In Memory of Vladimir Belov) (Livealbum, Accessory Takes)
- 2016: Azmari: Abyssinian Liventure (Livealbum, VMS)
- 2016: Space Rock: An Interstellar Traveler's Guide (Kompilation, Song Vision 7. Kidish Hail, Purple Pyramid)
- 2018: Sea Orm Liventure (mit Ángel Ontalva)

### Demos
- 2004: Пыль С Серебряных Пальцев
- 2005: Словно Луну
- 2006: Крабы на берегу
- 2007: Концерт В Союзе Театральных Деятелей